# Hexachaetoniella norfolkensis
Hexachaetoniella norfolkensis är en kvalsterart som beskrevs av Hunt 1996. Hexachaetoniella norfolkensis ingår i släktet Hexachaetoniella och familjen Licnodamaeidae. Inga underarter finns listade i Catalogue of Life.